# Флувастатин
Флувастати́н — синтетичний гіполіпідемічний засіб, що належить до групи статинів, для перорального застосування.

## Фармакологічні властивості
Флувастатин — синтетичний гіполіпідемічний засіб, що належить до групи статинів, для перорального застосування. Є першим препаратом із групи статинів, що отриманий синтетичним шляхом. По хімічній структурі є рацематом двох енантіомерів, один із яких має фармакологічну активність. Механізм дії препарату полягає у блокуванні початкових стадій синтезу холестерину. Після перорального прийому флувастатин чинить основну дію в печінці, де конкурентно блокує фермент ГМГ-КоА-редуктазу, який каталізує перетворення ГМГ-КоА у мевалонат, що дозволяє блокувати біосинтез холестерину на початковій стадії. Флувастатин пригнічує біосинтез ліпопротеїнів низької щільності, тригліцеридів, ліпопротеїнів дуже низької щільності , аполіпопротеїну В. Разом із тим препарат підвищує вміст у крові ліпопротеїнів високої щільності, які мають антиатерогенний ефект. За результатами досліджень проведених у США, флувастатин має інгібуючий ефект на вірус гепатиту C при прийомі у високих дозах (80—320 мг/добу), і цей ефект був помірно вираженим, варіабельним та короткостроковим (при відміні препарату рівень РНК HCV у пацієнтів швидко повертався до попередніх показників).

### Фармакодинаміка
Флувастатин швидко та майже повністю (близько 98 % прийнятої дози) всмоктується в шлунково-кишковому тракті. Біодоступність препарату складає в середньому 24 % (від 9 до 50 %), що можна пояснити ефектом першого проходження через печінку. Флувастатин добре зв'язується із білками плазми крові. Максимальна концентрація препарату в крові досягається протягом 1 години, при прийомі препарату з їжею всмоктування препарату сповільнюється, але не зменшується. Флувастатин не проникає через гематоенцефалічний бар'єр. Препарат проникає через плацентарний бар'єр. Флувастатин накопичується у печінці, де метаболізується до активних та неактивних метаболітів. Виводиться препарат із організму переважно із калом у вигляді метаболітів, незначна частина метаболітів виводиться із сечею. Період напіввиведення флувастатину становить у середньому 2,3 години при короткотривалому прийомі, при довготривалому прийомі цей час збільшується до 9 годин. При порушеннях функції печінки період напіввиведення флувастатину може збільшуватися приблизно у 2,5 рази.

## Показання до застосування
Флувастатин застосовують при первинних гіперхолестеринеміях (гіперліпопротеїнеміях IIa і IIb типів) з високим вмістом ліпопротеїнів низької щільності (при неефективності дієтотерапії у пацієнтів з підвищеним ризиком виникнення коронарного атеросклерозу), комбінованій гіперхолестеринемії та гіпертригліцеридемії, атеросклерозі, для вторинної профілактики значних небажаних явищ з боку серця у дорослих з ішемічною хворобою серця після транскатетеріальної кардіоваскулярної терапії.

## Побічна дія
При застосуванні флувастатину можливі наступні побічні ефекти:
- Алергічні реакції та реакції з боку шкірних покривів — рідко (0,01—0,1 %) висипання на шкірі, свербіж шкіри, кропив'янка; дуже рідко (менше 0,01 %) екзема, вовчакоподібний синдром, дерматит, васкуліт, гарячка, фотодерматоз, синдром Стівенса-Джонсона, набряк Квінке, набряк обличчя.
- З боку травної системи — часто (1—10 %) нудота, біль у животі, запор або діарея, диспепсія; дуже рідко (менше 0,01 %) панкреатит, гепатит.[4]
- З боку нервової системи — часто (1—10 %) головний біль, безсоння; дуже рідко (менше 0,01 %) запаморочення, парестезії, дизестезія, гіпестезія, тремор, неспокій, депресія, втрата пам'яті, порушення пам'яті, психічні порушення, периферична нейропатія.
- З боку кістково-м'язової системи — рідко (0,01—0,1 %) міалгії, міопатії, спазми м'язів; дуже рідко (менше 0,01 %) розрив ахіллового сухожилля, рабдоміоліз.
- Зміни в лабораторних аналізах — нечасто (близько 1 %) підвищення активності амінотрансфераз,  лужної фосфатази, транзиторне підвищення активності креатинінфосфокінази в крові; дуже рідко (менше 0,01 %) тромбоцитопенія.

## Протипоказання
Флувастатин протипоказаний при підвищеній чутливості до статинів, вагітності та годуванні грудьми, гострих захворюваннях печінки, стійкому підвищенні рівня активності трансаміназ в крові невідомої етіології. У дитячому віці флувастатин дозволений для застосування виключно у випадку сімейної гіперхолестеринемії дітям, старшим 9 років. При сумісному прийомі з циклоспорином, фібратами, нікотиновою кислотою або еритроміцином підвищується ризик міопатії.

## Форми випуску
Флувастатин випускається у вигляді таблеток по 0,02, 0,04 г, 0,08 г.